# Paulo de Tarso da Cunha Santos
Paulo de Tarso da Cunha Santos (São Paulo, 28 de julho de 1953) é um estrategista de comunicação política brasileiro, filho do advogado e político Paulo de Tarso Santos.

## Carreira
Cursou a Faculdade de Sociologia e Política de São Paulo (FESP-SP), iniciou sua carreira na publicidade sendo assistente de criação na agência Almap, reúne passagens como redator e diretor de criação nas agências de publicidade Delta, Salles Interamericana, Denison Publicidade, AlmapBBDO, McCann Erickson, MPM, Deck Propaganda, Scali McSloves, entre outras.
Foi sócio-presidente de criação da agência Matisse, participando da gerência e planejamento estratégico de propaganda da conta da Secretaria de Comunicação (SECOM) do Governo Federal, saiu da sociedade em 2010 para coordenar a campanha de candidatura a presidência da república de Marina Silva.
Como criador atendeu os Bancos Real, Safra, Bradesco, Crefisul. É o criador da expressão "Nossa Caixa, Nosso Banco" utilizada por mais de 10 anos pela Caixa Econômica de São Paulo para se diferenciar da Caixa Econômica Federal.
Foi finalista no Festival Internacional de Cannes de 1994 com dois comerciais para o Banco Crefisul, criados na Denison Publicidade e um comercial para a Santa Casa de São Paulo que também ganhou o prêmio profissionais do ano nacional promovido pela Rede Globo.
Foi diretor do Clube de Criação de São Paulo (CCSP) na gestão de Carlos Chiesa.

### Comunicação Eleitoral
Iniciou sua carreira em 1982, quando coordenou a campanha vitoriosa de Franco Montoro ao Governo de São Paulo, a primeira eleição direta a governador ainda sob o regime militar. Junto com Raul Cruz Lima, concebeu a estratégia de propaganda na televisão que na prática tornou obsoleta a Lei Falcão, que restringia a comunicação eleitoral à apresentação de fotos e currículo dos candidatos.
De 1986 em diante, coordenou seguidas campanha eleitorais do PT, sendo responsável por toda a comunicação política gratuita do partido. Foi o coordenador de marketing do candidato (Luiz Inácio Lula da Silva) à presidência da República (de 1989 e 1994), quando criou a expressão "Lula Lá" que deu base para o jingle composto em parceria com o músico Hilton Acioli. Nesta peça eleitoral, Paulo de Tarso colaborou com criticas e sugestões, cumprindo seu papel na campanha como Diretor de criação da campanha.
Em 2010, foi o coordenador de propaganda da campanha Marina Silva à presidência da República pelo Partido Verde.
No âmbito estadual, em 1998 coordenou a publicidade na campanha vitoriosa de reeleição do urbanista e ex-prefeito de Curitiba Jaime Lerner ao governo do Paraná. Também coordenou  3 campanhas vitoriosas de Marconi Perillo ao governo de Goiás (2002, 2010 e 2014). Como coordenador publicitário trabalhou em 2010 na campanha de Carlos Gaguim,  do PMDB tocantinense, e em 2014, na campanha de Beto Richa ao Governo do Paraná.  
No âmbito municipal coordenou a campanha de Fernando Henrique Cardoso para a Prefeitura de São Paulo em 1985, quando Jânio Quadros foi eleito. Depois trabalhou para o PT nos grandes municípios de São Paulo, em especial na capital paulista, quando coordenou a campanha vencedora de Luiza Erundina, em 1988. E, 1996 e 2000, trabalhou na coordenação publicitária da eleição e da reeleição de Cássio Taniguchi à prefeitura de Curitiba respectivamente, ambas eleições vitoriosas. Em 2012, trabalhou como coordenador de marketing na campanha de Jonas Donizette.  

## Acusações de corrupção
Em 2010, quando detinha a conta de publicidade da Presidência da República, foi acusado de desviar dinheiro público, ao receber recursos 
do governo e não repassar a pequenas emissoras de rádios e jornais do interior, em artigo da Revista Veja. Acusação que se mostrou infundada pois não resultou em nenhum processo judicial, nem para o publicitário e nem para a agência Matisse. 

## Prêmios
- Prêmio Colunistas Nacional,
- Premio Voto Popular,
- Premio Lâmpada de Ouro,
- Gran Prix na categoria outdoor na FIAP- Festival Ibero Americano de Publicidade,
- Clio Awards,
- Grand Prix do Clube de Criação de São Paulo,
- Prata no Festival de Londres,
- Ouro no Festival de Nova Iorque,
- Melhor comercial de serviços no Premio Profissionais do Ano Nacional da Rede Globo,
- Quatro vezes finalista do Festival de Publicidade de Cannes.